# Elección para gobernador de Arizona de 2022
La elección para gobernador de Arizona de 2022 se realizó el 8 de noviembre. El gobernador republicano en ejercicio, Doug Ducey, no era elegible para postularse para un tercer mandato, ya que Arizona es uno de los veintisiete estados que prohíbe a sus gobernadores servir más de dos mandatos consecutivos.
Las elecciones primarias se efectuaron el 2 de agosto de 2022.

## Primaria republicana

### Candidatos

#### Declarados
- Kari Lake, ex presentadora de noticias de KSAZ-TV.[2]
- Scott Neely, empresario.[3]
- Karrin Taylor Robson, urbanista y miembro de la Junta de Regentes de Arizona.[4]
- Paola Tulliani-Zen, empresaria.[5]

#### Retirados
- Steve Gaynor, empresario y candidato a Secretario de Estado de Arizona en 2018.[6]
- Matt Salmon, vicepresidente de asuntos gubernamentales de la Universidad Estatal de Arizona, candidato a gobernador de Arizona en 2002 y exrepresentante de los Estados Unidos por el primer distrito congresional de Arizona (1995-2001) y el quinto distrito congresional de Arizona (2013-2017).[7]
- Kimberly Yee, Tesorera del Estado de Arizona (2019-presente).[8]

### Encuestas
| Fecha                    | Fuente                        | Muestra                | Margen de error        | Steve Gaynor           | Kari Lake              | Karrin Robson          | Matt Salmon            | Kimberly Yee           | Indecisos              |
| ------------------------ | ----------------------------- | ---------------------- | ---------------------- | ---------------------- | ---------------------- | ---------------------- | ---------------------- | ---------------------- | ---------------------- |
| 1 de agosto de 2022      | The Trafalgar Group           | 1064                   | ± 2.9%                 | -                      | 49%                    | 38%                    | -                      | -                      | 6%                     |
| 30 de julio de 2022      | Emerson College               | 600                    | ± 3.9%                 | -                      | 46%                    | 47%                    | -                      | -                      | 4%                     |
| 27 de julio de 2022      | OH Predictive Insights        | 502                    | ± 4.4%                 | -                      | 51%                    | 33%                    | -                      | -                      | 12%                    |
| 27 de julio de 2022      | The Trafalgar Group           | 1071                   | ± 2.9%                 | -                      | 48%                    | 39%                    | -                      | -                      | 7%                     |
| 26 de julio de 2022      | Alloy Analytics               | 600                    | ± 4.0%                 | -                      | 45%                    | 35%                    | -                      | -                      | 15%                    |
| 20 de julio de 2022      | Data Orbital                  | 550                    | ± 4.3%                 | -                      | 44%                    | 32%                    | -                      | -                      | 15%                    |
| 13 de julio de 2022      | Cygnal                        | 419                    | ± 4.8%                 | -                      | 45%                    | 34%                    | -                      | -                      | 14%                    |
| 7 de julio de 2022       | Data Orbital                  | 550                    | ± 4.3%                 | -                      | 39%                    | 35%                    | -                      | -                      | 19%                    |
| 7 de julio de 2022       | HighGround Public Affairs     | 400                    | ± 4.9%                 | -                      | 39%                    | 35%                    | -                      | -                      | 21%                    |
| 28 de junio de 2022      | Matt Salmon se retira         | Matt Salmon se retira  | Matt Salmon se retira  | Matt Salmon se retira  | Matt Salmon se retira  | Matt Salmon se retira  | Matt Salmon se retira  | Matt Salmon se retira  | Matt Salmon se retira  |
| 26 de junio de 2022      | Data Orbital                  | 550                    | ± 4.3%                 | -                      | 33%                    | 24%                    | 7%                     | -                      | 33%                    |
| 23 de junio de 2022      | Moore Information Group       | 1000                   | ± 3.1%                 | -                      | 37%                    | 38%                    | -                      | -                      | 14%                    |
| 16 de junio de 2022      | The Trafalgar Group           | 1068                   | ± 2.9%                 | -                      | 39%                    | 27%                    | 15%                    | -                      | 17%                    |
| 3 de junio de 2022       | Data Orbital                  | 550                    | ± 4.3%                 | -                      | 27%                    | 23%                    | 12%                    | -                      | 31%                    |
| 16 de mayo de 2022       | OH Predictive Insights        | 281                    | ± 5.9%                 | -                      | 23%                    | 21%                    | 14%                    | -                      | 38%                    |
| 30 de abril de 2022      | Cygnal                        | -                      | -                      | -                      | 47%                    | 22%                    | 7%                     | -                      | 19%                    |
| 28 de abril de 2022      | Steve Gaynor se retira        | Steve Gaynor se retira | Steve Gaynor se retira | Steve Gaynor se retira | Steve Gaynor se retira | Steve Gaynor se retira | Steve Gaynor se retira | Steve Gaynor se retira | Steve Gaynor se retira |
| 28 de abril de 2022      | The Trafalgar Group           | 1064                   | ± 3.0%                 | 6%                     | 38%                    | 27%                    | 11%                    | -                      | 14%                    |
| 5 de abril de 2022       | OH Predictive Insights        | 500                    | ± 4.4%                 | 3%                     | 29%                    | 22%                    | 11%                    | -                      | 36%                    |
| 3 de abril de 2022       | Data Orbital                  | 550                    | ± 4.3%                 | 7%                     | 35%                    | 22%                    | 12%                    | -                      | 24%                    |
| 27 de marzo de 2022      | HighGround Public Affairs     | 264                    | ± 6.0%                 | 3%                     | 30%                    | 10%                    | 5%                     | -                      | 46%                    |
| 12 de marzo de 2022      | Alloy Analytics/J.L. Partners | 433                    | ± 4.7%                 | 4%                     | 37%                    | 15%                    | 9%                     | -                      | 34%                    |
| 13 de febrero de 2022    | Data Orbital                  | 300                    | ± 5.7%                 | 8%                     | 37%                    | 9%                     | 13%                    | -                      | 34%                    |
| 15 de enero de 2022      | Kimberly Yee se retira        | Kimberly Yee se retira | Kimberly Yee se retira | Kimberly Yee se retira | Kimberly Yee se retira | Kimberly Yee se retira | Kimberly Yee se retira | Kimberly Yee se retira | Kimberly Yee se retira |
| 13 de enero de 2022      | OH Predictive Insights        | 302                    | ± 5.6%                 | 5%                     | 21%                    | 6%                     | 17%                    | 5%                     | 46%                    |
| 8 de noviembre de 2021   | OH Predictive Insights        | 252                    | ± 6.2%                 | 2%                     | 28%                    | 1%                     | 11%                    | 6%                     | 51%                    |
| 12 de septiembre de 2021 | OH Predictive Insights        | 311                    | ± 5.6%                 | 5%                     | 25%                    | 1%                     | 9%                     | 6%                     | 53%                    |
| 13 de mayo de 2021       | WPA Intelligence              | 534                    | ± 4.4%                 | -                      | -                      | 10%                    | 42%                    | -                      | 48%                    |
| 5 de mayo de 2021        | HighGround Public Affairs     | 400                    | ± 4.9%                 | -                      | 10%                    | 0%                     | 8%                     | 4%                     | 66%                    |

### Resultados
| Candidatos                                | Votos   | %     |
| ----------------------------------------- | ------- | ----- |
|                                           | Votos   | %     |
| Kari Lake                                 | 398,860 | 47.97 |
| Karrin Taylor Robson                      | 358,662 | 43.13 |
| Matt Salmon                               | 30,704  | 3.69  |
| Scott Neely                               | 25,876  | 3.11  |
| Paola Tulliani-Zen                        | 17,281  | 2.08  |
| Escritos                                  | 105     | 0.01  |
|                                           |         |       |
| Total                                     | 831,508 | 100   |
|                                           |         |       |
| Fuente: State of Arizona Official Canvass |         |       |

## Primaria demócrata

### Candidatos

#### Declarados
- Katie Hobbs, Secretaria de Estado de Arizona (2019-2023).[9]
- Marco López Jr., exjefe de la Oficina de Aduanas y Protección Fronteriza de los Estados Unidos (2009-2011) y exalcalde de Nogales (2001-2004).[10]

#### Retirados
- Aaron Lieberman, miembro de la Cámara de Representantes de Arizona (2019-2021).[11]

### Encuestas
| Fecha                    | Fuente                    | Muestra | Margen de error | Katie Hobbs | Aaron Lieberman | Marco López Jr. | Indecisos |
| ------------------------ | ------------------------- | ------- | --------------- | ----------- | --------------- | --------------- | --------- |
| 27 de marzo de 2022      | HighGround Public Affairs | 234     | ± 6.4%          | 27%         | 1%              | 9%              | 57%       |
| 13 de enero de 2022      | OH Predictive Insights    | 274     | ± 5.9%          | 46%         | 5%              | 9%              | 39%       |
| 8 de noviembre de 2021   | OH Predictive Insights    | 229     | ± 6.5%          | 42%         | 6%              | 8%              | 44%       |
| 12 de septiembre de 2021 | OH Predictive Insights    | 283     | ± 5.8%          | 40%         | 8%              | 10%             | 42%       |

### Resultados
| Candidatos                                | Votos   | %     |
| ----------------------------------------- | ------- | ----- |
|                                           | Votos   | %     |
| Katie Hobbs                               | 431,059 | 72.32 |
| Marco López Jr.                           | 136,090 | 22.83 |
| Aaron Lieberman                           | 28,878  | 4.85  |
|                                           |         |       |
| Total                                     | 596,027 | 100   |
|                                           |         |       |
| Fuente: State of Arizona Official Canvass |         |       |

## Predicciones
| Fuente                    | Clasificación       | Desde                 |
| ------------------------- | ------------------- | --------------------- |
| 538                       | Ventaja republicana | 26 de octubre de 2022 |
| Fox News                  | Competitivo         | 25 de octubre de 2022 |
| Politico                  | Competitivo         | 1 de abril de 2022    |
| The Cook Political Report | Competitivo         | 4 de marzo de 2022    |
| Inside Elections          | Competitivo         | 4 de marzo de 2022    |
| Sabato's Crystal Ball     | Competitivo         | 26 de enero de 2022   |
| RCP                       | Competitivo         | 10 de enero de 2022   |

## Encuestas
| Fecha                    | Fuente                        | Muestra   | Lake (R) | Hobbs (D) | Dif. |
| ------------------------ | ----------------------------- | --------- | -------- | --------- | ---- |
| 3 de noviembre de 2022   | KAConsulting                  | 501 (LV)  | 49%      | 45%       | 4    |
| 2 de noviembre de 2022   | InsiderAdvantage              | 550 (LV)  | 51%      | 48%       | 3    |
| 2 de noviembre de 2022   | Remington Research Group      | 1075 (LV) | 49%      | 46%       | 3    |
| 1 de noviembre de 2022   | Emerson College               | 1000 (LV) | 50%      | 46%       | 4    |
| 30 de octubre de 2022    | Phillips Academy              | 985 (LV)  | 53%      | 42%       | 11   |
| 26 de octubre de 2022    | Fabrizio, Lee & Associates    | 800 (LV)  | 50%      | 47%       | 3    |
| 25 de octubre de 2022    | InsiderAdvantage              | 550 (LV)  | 54%      | 43%       | 11   |
| 19 de octubre de 2022    | Data Orbital                  | 550 (LV)  | 47%      | 44%       | 3    |
| 17 de octubre de 2022    | Data for Progress             | 893 (LV)  | 50%      | 46%       | 4    |
| 11 de octubre de 2022    | InsiderAdvantage              | 550 (RV)  | 49%      | 45%       | 4    |
| 5 de octubre de 2022     | Big Data Poll                 | 974 (LV)  | 49%      | 46%       | 3    |
| 4 de octubre de 2022     | YouGov                        | 1164 (RV) | 49%      | 49%       | -    |
| 2 de octubre de 2022     | CNN/SSRS                      | 900 (RV)  | 44%      | 49%       | 5    |
| 26 de septiembre de 2022 | Fox News                      | 1008 (RV) | 43%      | 44%       | 1    |
| 25 de septiembre de 2022 | Suffolk University            | 500 (LV)  | 45%      | 46%       | 1    |
| 22 de septiembre de 2022 | Marist College                | 1260 (RV) | 46%      | 45%       | 1    |
| 22 de septiembre de 2022 | Marist College                | 1076 (LV) | 49%      | 46%       | 3    |
| 19 de septiembre de 2022 | Data for Progress             | 768 (LV)  | 51%      | 47%       | 4    |
| 17 de septiembre de 2022 | The Trafalgar Group           | 1080 (LV) | 50%      | 46%       | 4    |
| 15 de septiembre de 2022 | Fabrizio Ward/Impact Research | 500 (LV)  | 48%      | 49%       | 1    |
| 7 de septiembre de 2022  | Emerson College               | 627 (LV)  | 46%      | 46%       | -    |
| 27 de agosto de 2022     | The Trafalgar Group           | 1074 (LV) | 47%      | 46%       | 1    |
| 22 de agosto de 2022     | RMG Research                  | 750 (LV)  | 46%      | 44%       | 2    |
| 13 de febrero de 2022    | Data Orbital                  | 1000 (LV) | 43%      | 41%       | 2    |

## Resultados

### Generales
| Partido                            | Partido       | Candidato     | Votos     | %     |
| ---------------------------------- | ------------- | ------------- | --------- | ----- |
|                                    | Demócrata     | Katie Hobbs   | 1,287,891 | 50.32 |
|                                    | Republicano   | Kari Lake     | 1,270,774 | 49.65 |
|                                    |               |               |           |       |
| Total                              | Total         | Total         | 2,558,665 | 100   |
| Participación                      | Participación | Participación | 2,592,313 | 62.56 |
| Registrados                        | Registrados   | Registrados   | 4,143,929 |       |
|                                    |               |               |           |       |
| Fuente: Arizona Secretary of State |               |               |           |       |

### Por condado
|            | Hobbs Demócrata | Hobbs Demócrata | Lake Republicano | Lake Republicano | Escritos | Escritos | Total     |
| Condado    | Votos           | %               | Votos            | %                | Votos    | %        | Total     |
| ---------- | --------------- | --------------- | ---------------- | ---------------- | -------- | -------- | --------- |
| Apache     | 17,739          | 66.65           | 8,870            | 33.33            | 5        | 0.02     | 26,614    |
| Cochise    | 19,137          | 41.01           | 27,481           | 58.89            | 48       | 0.10     | 46,666    |
| Coconino   | 34,389          | 62.84           | 20,298           | 37.09            | 40       | 0.07     | 54,727    |
| Gila       | 7,674           | 34.18           | 14,763           | 65.76            | 13       | 0.06     | 22,450    |
| Graham     | 3,087           | 28.46           | 7,760            | 71.54            | 0        | 0.00     | 10,847    |
| Greenlee   | 920             | 37.61           | 1,526            | 62.39            | 0        | 0.00     | 2,446     |
| La Paz     | 1,646           | 29.93           | 3,847            | 69.96            | 6        | 0.11     | 5,499     |
| Maricopa   | 790,352         | 51.20           | 752,714          | 48.77            | 469      | 0.03     | 1,543,535 |
| Mohave     | 20,369          | 24.99           | 61,125           | 74.99            | 16       | 0.02     | 81,510    |
| Navajo     | 18,058          | 44.69           | 22,340           | 55.28            | 13       | 0.03     | 40,411    |
| Pima       | 241,398         | 60.57           | 157,034          | 39.40            | 121      | 0.03     | 398,553   |
| Pinal      | 60,019          | 41.73           | 83,773           | 58.25            | 34       | 0.02     | 143,826   |
| Santa Cruz | 8,724           | 66.60           | 4,371            | 33.37            | 4        | 0.03     | 13,099    |
| Yavapai    | 44,316          | 35.97           | 78,832           | 63.99            | 43       | 0.03     | 123,191   |
| Yuma       | 20,063          | 43.51           | 26,040           | 56.47            | 8        | 0.02     | 46,111    |